# Adventure (schip, 1901)
De Adventure is een schip van het Varend erfgoed dat wordt gebruikt als wachtschip door de scouts van Waterscouting Caspar di Robles, een groep van Scouting Nederland in Harlingen, Admiraliteit 20 Berend Botje. De scouts gebruiken het schip tijdens kampen als slaapplaats en als varend clubhuis. Aan boord kan dan worden gekookt, gegeten en geslapen en overdag zwerven de zeilvletten rondom het schip over het water. Voor de koude dagen beschikt het over een pelletkachel. Dankzij sponsoring van zonnepanelen draait er veel aan boord op zonne-energie. 
De Adventure ligt 's zomers regelmatig naast een van de eilandjes bij Terherne. Het schip wordt af en toe gedeeld, bijvoorbeeld met de jeugdzeilers van de Harlinger Watersportvereniging en bij maritieme evenementen zoals 'Harlingen Ongeschut'. 

## Geschiedenis
Er is weinig bekend over de geschiedenis van het schip. Het zou volgens de eerste meting voor het eerst zijn gemeten in 1937, maar de brander van het kadaster vermeldde op zijn rapport dat hij een oud brandmerk uit 1907 had verwijderd. Zeker is dat het vanaf 1981 in gebruik is geweest als sportvissersvaartuig.

## Liggers Scheepmetingsdienst[3]
| Meetnummer | District en volgnr. | Meetdatum        | Meetplaats | Lengte [m] | Breedte [m] | Inzinking [m] | Waterverplaatsing [ton] | Naam         | Eigenaar                         | Domicilie |
| ---------- | ------------------- | ---------------- | ---------- | ---------- | ----------- | ------------- | ----------------------- | ------------ | -------------------------------- | --------- |
| R1934N     | Rotterdam           | 15 oktober 1901  | Rotterdam  | 27,70      | 4,50        | –             | 114,267                 | BROEDERTROUW | H.L. Hortensius                  | Gouda     |
| R10927N    | Rotterdam           | 11 november 1937 | Rotterdam  | 27,85      | 4,50        | –             | 117,290                 | MARIA I      | N.V. Vervoer Mij. De Blauwe Ster | Rotterdam |
| RN1025     | Rotterdam           | 10 november 1980 | -          | 27,82      | 4,50        | 0,89          | 24,693                  | DE VLIJ      | –                                | –         |